# Liria Bégéja
Liria Bégéja (ur. 16 lutego 1955 w Paryżu) – francuska reżyserka pochodzenia albańskiego. 

## Życiorys
Jest córką Francuzki i Albańczyka, który wyemigrował do Francji. W 1977 ukończyła studia historyczne na uniwersytecie paryskim, a rok później szkołę filmową. Pracowała początkowo jako asystent reżysera, współpracując z Patrice Chéreau, Dianą Kurys i Chantal Akerman. Pierwszym filmem zrealizowanym przez nią samodzielnie była etiuda Paris Paparazzi. W tym czasie współpracowała ze stacją telewizyjną FR3.
Zrealizowany w 1987 film Avril brisé, na podstawie powieści Prilli i thyer Ismaila Kadare przyniósł jej nagrody na festiwalach filmowych w Locarno i w Detroit, została także uhonorowana Cezarem za najlepszy debiut. Kolejny film - Loin des barbares także poświęciła tematyce albańskiej.
Film Sans Toi został uznany na najlepszy film na Festiwalu Filmów Krótkometrażowych w Capalbio.

## Filmy fabularne
- 1987: Avril brisé
- 1994: Loin des barbares
- 2001: Change moi ma vie
- 2004: Sans toi